# Slobozia Bradului (gmina)
Slobozia Bradului – gmina w Rumunii, w okręgu Vrancea. Obejmuje miejscowości Cornetu, Coroteni, Liești, Olăreni, Slobozia Bradului i Valea Beciului. W 2011 roku liczyła 7010 mieszkańców.